# ジャン2世 (ブルボン公)
ジャン2世（Jean II, 1426年 - 1488年4月1日）は、ブルボン公およびオーヴェルニュ公（在位：1456年 - 1488年）、クレルモン伯。ブルボン公シャルル1世の長男。母はブルゴーニュ公ジャン1世（無怖公）の娘アニェス。

## 生涯
1440年に父がフランス王シャルル7世に対してプラグリーの乱を起こしたが鎮圧され、両者は妥協点を探っていた。クレルモン伯だったジャンは1444年にシャルル7世が動員したスイス遠征に加わり、翌1445年に父と共に王家の常備軍である勅令隊の隊長に選ばれ、ブルボン家の他の貴族も勅令隊に組み込まれたことで、王家は軍事力増強、ブルボン家は軍事奉仕で協力体制を築いていった。
百年戦争中の1449年にノルマンディー遠征に従軍、翌1450年にイングランド軍がノルマンディーに上陸して南下した際、義理の伯父（母方の伯母マルグリットの夫）のアルテュール・ド・リッシュモン大元帥からの合流命令を待たずフランス軍を率いてイングランド軍と対決した。兵数が少ないため敗北寸前だった所をリッシュモンの救援で持ち応え、最終的に勝利を収めた（フォルミニーの戦い）。戦後リッシュモンと行動を共にしカーンを包囲、陥落させノルマンディー平定に尽力した。1451年にシャルル7世からギュイエンヌの国王総代官に任命され1453年のボルドー陥落でギュイエンヌ平定にも貢献、1456年の父の死でブルボン公位を継承した。
シャルル7世の息子ルイ11世とは不仲で、1461年の即位と同時に勅令隊隊長を更迭されたことに怒り、1465年に反国王派の諸侯が結成した公益同盟に参加してルイ11世に反抗したが、和睦して勅令隊隊長に復帰、広範囲におよぶ国王総代官にも任命されると一転して国王派に属し、ブルゴーニュ公シャルルなどと戦い、地方統治における王の代理を任され高い権力を与えられる代わりに軍事力で王家に協力する従来の地位を保った。
1480年に国王の代官から国王権利の侵害を訴えられ裁判になったが、無罪となり領国の独自性を認められた。1488年に死去した時に嫡子を残さなかったため、シャルル2世、次いでピエール2世と弟2人が継承者となった。

## 子女
1447年にフランス王シャルル7世の娘ジャンヌ（1435年 - 1482年）と結婚したが、子供をもうけないまま死別した。
1484年にヌムール公ジャック・ダルマニャックの娘カトリーヌと結婚したが、1487年に1男ジャンを出産後間もなく母子共に死去した。
1487年にブルボン家傍系のヴァンドーム伯ジャン8世（フランス王アンリ4世の父方の高祖父）の娘ジャンヌ（1465年 - 1511年）と結婚し、1488年に1男ルイをもうけたが、同年にルイもジャン2世本人も死去した。
嫡子は無かったが、庶子が6人いた。
- マルグリット（1445年 - 1483年） - ジャン・ド・フェリエールと結婚
- シャルル（1450年? - 1502年） - ラヴダン子爵
- マチュー（1462年? - 1505年） - ロッシュ＝アン＝レニエ男爵
- エクトル（? - 1502年） - ラヴォール司教、トゥールーズ大司教
- ピエール（? - ?） - 夭折
- マリー（? - 1482年） - ジャック・ド・サント＝コロンブと結婚